# 7499 L'Aquila
7499 L'Aquila este un asteroid din centura principală de asteroizi.

## Descriere
7499 L'Aquila este un asteroid din centura principală de asteroizi. A fost descoperit pe 24 iulie 1996 la Campo Imperatore de Andrea Boattini și Andrea Di Paola. El prezintă o orbită caracterizată de o semiaxă mare de 3,15 ua, o excentricitate de 0,14 și o înclinație de 10,0° în raport cu ecliptica.